# Костиша де Сус (Вранча)
Костиша де Сус (рум. Costișa de Sus) насеље је у Румунији у округу Вранча у општини Танасоаја. Oпштина се налази на надморској висини од 200 m.

## Становништво
Према подацима из 2002. године у насељу је живело 32 становника, од којих су сви румунске националности.